# Dredg
dredg (произносится как «дредж») — американская группа, исполняющая прогрессивный рок, альтернативный рок.

## Состав
- Гэвин Хейс — вокал, стил-гитара, гитара
- Марк Энглз — гитара
- Дрю Рулетт — бас
- Дино Кампанелла — ударные, клавишные

Хейс и Рулетт увлекаются художественным искусством и участвуют в оформлении собственных альбомов и концертов.

## Дискография
Группа завоевала место на инди-сцене своим релизом 1998 года — концептуальным альбомом «Leitmotif». В 2002-м выпущен «El Cielo», а в 2005-м — наиболее успешный «Catch Without Arms». В 2006 был выпущен концертный альбом Live at the Fillmore. Альбом The Pariah, the Parrot, the Delusion планировался к выходу в начале 2008 года, однако из-за проблем с лейблом и его сменой, релиз появился в продаже лишь 9 июня 2009 года. Выход альбома Chuckles and Mr. Squeezy не был столь затянутым, на прилавках музыкальных магазинов он появился 29 апреля 2011 года.

### Альбомы
- Leitmotif, 1998 (переиздан в 2001)
- El Cielo, 2002
- Catch Without Arms, 2005
- The Pariah, the Parrot, the Delusion, 9 июня 2009
- Chuckles and Mr. Squeezy, 25 апреля  2011 (Великобритания, Европа), 3 мая (США)

### EP
- Conscious, 1996
- Orph, 1997
- Extended Play for the Eastern Hemisphere, 2002

### Живые концерты
- Live at the Fillmore, 2006

### Интернет EP
- "Sony Connect Sets" (2005)
- "Napster Sessions" (2007)

### Другие
- Industry Demos, 2001
- Coquette Demo, 2004
- Bug Eyes CD Sampler, 2005
- Bug Eyes 7" Vinyl, 2005

### DVD
- Crickets, 2003
- Live from the Henry Fonda Theater, 2005

### Музыкальные клипы
- "Same Ol' Road" (2002), с альбома El Cielo.
- "Of The Room" (2003), с альбома El Cielo.
- "Bug Eyes" (2005), с альбома Catch Without Arms.
- "Information" (2009), с альбома The Pariah, the Parrot, the Delusion.
- "The Thought of Losing You" (2011), с альбома Chuckles and Mr. Squeezy.
- "Upon Returning" (2011), с альбома Chuckles and Mr. Squeezy.